# Antisense RNA
Antisense RNA (aRNA) je RNA, která je komplementární k určitému řetězci mRNA. Znamená to, že místo adeninu má antisense RNA uracil, místo uracilu adenin, místo guaninu cytosin a místo cytosinu guanin. Například k řetězci „AGUCAUG“ je komplementární řetězec „UCAGUAC“.
Pokud je aRNA vložena do buňky, je schopná umlčet translaci komplementárního řetězce mRNA, protože se na ní naváže, vytvoří dvouvláknovou RNA a znemožní jí tedy nasednout na ribozom. To by mohlo znamenat možnost léčit některá onemocnění; ve skutečnosti však jedním z mála úspěchů tohoto směru léčby je antivirotický lék fomivirsen. Příbuzným procesem je rovněž RNA interference, u něhož se rovněž uplatňují antisense molekuly RNA.